# 石川縣公安委員會

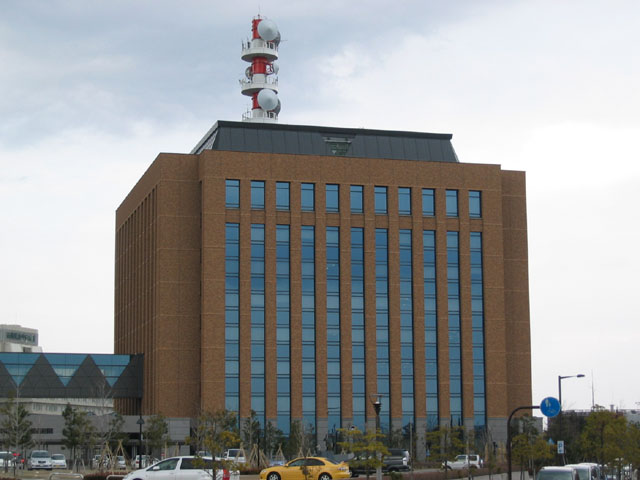
石川县警察总部

石川縣公安委員會（日语：／ Ishikawaken kō'an-i'inkai */?）是由石川縣知事所轄，負責管理石川縣警察的行政委員會，由3名委員組成。

## 委員
- 委員長
  - 田谷正（醫療法人社團田谷會理事長）
- 委員
  - 深山彬（北國銀行相談役）
  - 數馬嘉雄（興能信用金庫理事長）

## 下部組織
- 石川縣警察

## 外部連結
- 石川県公安委員会 （页面存档备份，存于）